# Titán – Időszámításunk után
A Titán – Időszámításunk után (eredeti cím: Titan A.E.) 2000-ben bemutatott amerikai 2D-s számítógépes animációs, poszt-apokaliptikus sci-fi, disztópia, amelyet Don Bluth, Gary Goldman és Art Vitello rendezett. Az animációs játékfilm producere David Kirschner. A forgatókönyvet Ben Edlund, John August és Joss Whedon írta, a zenéjét Graeme Revell szerezte. A mozifilm a Fox Animation Studios gyártásában készült, a 20th Century Fox forgalmazásában jelent meg.
Amerikában 2000. június 13-án, Magyarországon 2000. augusztus 10-én mutatták be a mozikban.
A cím egy űrhajóra, a Titánra vonatkozik, amin az emberiség fennmaradása múlik. Az „A.E.” jelentése: „After Earth”, vagyis „a Föld utáni idő”.
A film vegyíti a kézzel rajzolt rajzfilmes és a számítógéppel generált technikákat. A film bevételei csak a költségek felét fedezték. A Fox Animation Studios 2009-ig nem készített új filmet, akkor A fantasztikus Róka úrral rukkolt elő, ami azóta kultfilmmé vált.

## Cselekménye
A Titán – Időszámításunk után témája az emberiség fennmaradása a Föld bolygó pusztulása után, amit egy dredzs nevű faj visz végbe, akik minden embert el akarnak pusztítani.
A történet elején, 3028-ban a Földről űrhajókon menekülnek az emberek a dredzsek bombázásai elől. Cale négyéves kisfiú, aki apjával akar menni, apjának, Sam Tucker professzornak azonban titkos megbízatása van: a Titán nevű hatalmas, gömb alakú űrhajóval kell elmennie, ami képes lesz arra, hogy egy új bolygót hozzon létre, ahol az emberek tovább élhetnek. Cale egy gyűrűt kap az apjától, amire vigyáznia kell. Az űrhajók indulása után nem sokkal a dredzsek egy hatalmas energiasugarat irányítanak a Föld felé (a dredzsek maguk is főként energiából állnak), ami szétrobbantja a Földet, a törmelékek még a Holdat is megsemmisítik. A Titán a „hipertér”-en keresztül tűnik el.
15 évvel később Cale egy bontótelepen dolgozik, ahol ócska űrhajókat darabolnak szét. Sok más faj dolgozik itt együtt, ahol az emberek csak egy megtűrt faj, és létszámuk csökkenőben van. Itt Cale váratlan látogatót kap, Joseph Korso kapitány el akarja vinni magával Valkyrie nevű hajóján, mert a Cale kezén lévő gyűrű valójában egy térkép, ami a Titán helyzetét adja meg (a gyűrű genetikusan kódolva van, így csak Cale kezén működik). Cale-t nem érdekli a dolog, azonban amikor néhány dredzs lövöldözni kezd az étkezőben, elmenekül a kapitánnyal. Korso kapitány legénysége főképp idegen fajokból áll, rajta kívül csak a másodpilóta ember, Akima, aki iránt Cale azonnal vonzódást érez.
Először a Sesharrim bolygóra mennek, ahol denevérszerű lények élnek, akiktől Cale megtudja, hogyan tudja használni a térképet, ami a kezére vetítve jelenik meg. A Titán eszerint az Andali ködben található. Hamarosan itt is világoskék színű dredzs hajók tűnnek fel, akiket a bolygó hidrogénnel felfújódó növényeinek felrobbantásával igyekszenek visszaverni. Cale-t és Akimát elfogják a dredzsek, a többieknek sikerül visszamenniük a hajójukra. A dredzsek szétválasztják a két foglyot, Cale kezéről kivetítik a térképet az égboltra, és haladéktalanul elindulnak a célpontjuk felé. Akimát egy mentőhajóban kihajítják az űrbe. Cale-nek sikerül az energiafalakat szétfeszítenie az ujjaival, és egy dredzs hajóval elmenekül. Társai majdnem lelövik, de aztán engedik beszállni a hajóba, ahova már Akima is visszatért.
A Valkyrie egy emberi kolóniához érkezik, az Új-Bangkokhoz, hogy feltöltse készleteit. Cale és Akima meghallja, amikor Korso kapitány a dredzs királynővel veszekszik. Kiderül, hogy Korso és Preed megegyezett a dredzsekkel, elvállalták a Titán megkeresését és elpusztítását, mert szerintük az emberiségnek nincs jövője. Cale és Akima visszamenekül a kolóniára (a hajó még össze van vele kapcsolódva), de menekülés közben Preed megsebesíti Akimát. Amíg Akima kipiheni magát, Cale kitalálja, hogy a kolónia egyik rég nem használt ócska űrhajóját, a Phoenixet fel tudnák újítani és azzal folytathatják az útjukat a Titán felé. A felújításban a kolónia sok tagja segít nekik, végül a hajó leválik a kolóniáról és elindul.
Az Andali ködben hatalmas jégkristályok vannak, amik között igen nehéz navigálni a mindenhonnan visszaverődő jelek miatt, ráadásul a kristályok mozgásban vannak, és a hozzájuk képest piciny űrhajókat könnyedék összetörhetik. A Valkyrie már ideérkezett, de magától nem találta meg a Titánt, így Cale és Akima hajójára várt, akik meg is találják a Titánt. A hatalmas hajó felderítése közben, amikor Cale a gyűrűjét a megfelelő helyre rakja, egy holografikus üzenet jelenik meg, amit Cale apja helyezett el a fiának. Ebben elmondja fiának a projekt célját, amiért ott kellett hagynia a fiát. A hajón rengeteg élőlény DNS-ét tárolják, amiből azokat újra létre lehet hozni. Cale apja elmondja azt is, hogy a tárolt energia kimerült. Közben megérkezik Korso és Preed és közelharc alakul ki négyük között. Ekkor Preed a kapitánya ellen fordul, mert őt külön felbérelték a dredzsek a többiek megölésére. Akima lefegyverzi Preedet, de Preed leüti őt. Korso megöli Preedet. Amikor el akarja venni Cale gyűrűjét, leesik a mélységbe, de sikerül megkapaszkodnia. Cale fel akarja húzni, ekkor megérkeznek a dredzsek és támadni kezdik a Titánt. A Valkyrie két megmaradt tagja (akiket nem vontak be az árulásba, és Preed megpróbálta felrobbantani őket) visszaveri a támadást. Cale közben rájön, hogy mivel a dredzsek energialények, az ő energiájukkal fogja feltölteni a Titánt. Amikor a nagy dredzs anyahajó elindítja pusztító sugarát, Cale azt a Titán tárolóiba vezeti, így a hajó működése beindul.
Korso, aki időközben rájön, hogy még van remény az emberiség megmentésére, segít nekik a Titán megvédésében egy kézi lézerágyúval, amivel több dredzs hajót lelő. Amikor a harmadik csatlakozás valamilyen hiba miatt nem jön létre, Korso odaugrik, és saját testével zárja az áramkört. A dredzs hajó energiáját magába szívja a Titán és egy részét a dredzs anyahajó felé irányítja, ami megsemmisül. A Titán a környező jégből és egyéb anyagokból megkezdi az új bolygó létrehozását. Hamarosan a Földhöz megszólalásig hasonló, növényzettel, légkörrel, óceánokkal borított bolygót látunk, ahová az emberi kolóniák űrhajói érkeznek. Cale és Akima a havazásban állnak és nézik a tájat, amint a Valkyrie a megmaradt kétfős legénységével elrepül fölötte. Cale a bolygót viccesen „Bob”-nak nevezi.

## Szereplők
| Szereplő            | Eredeti hang           | Magyar hang          | Leírás |
| ------------------- | ---------------------- | -------------------- | --- |
| Cale Tucker         | Matt Damon             | Fesztbaum Béla       | 20-éves ember, apjától négyéves korában elszakadt, amikor a Föld megsemmisült. |
| Akima Kunimoto      | Drew Barrymore         | Gubás Gabi           | A Valkyrie egyik pilótája. |
| Joseph Korso        | Bill Pullman           | Kovács István        | A Valkyrie kapitánya. Látszólag segít Cale megkeresni a Titánt, valójában az ellenséges dredzseknek segít, hogy elpusztítsák a hajót. Valamikor Sam Tucker társa volt.                                                                                   |
| Dredzs királynő     | Christopher Scarabosio | saját hangján        | A dredzsek uralkodónője, egyetlen célja az emberiség teljes kipusztítása. Beszéde emberi fül számára érthetetlen. |
| Preed (Preedex Yoa) | Nathan Lane            | Gáspár András        | Korso első tisztje (és társa az árulásban), egy repülőkutya-szerű lény. Az akrén fajhoz tartozik, az eredetiben brit kiejtése van (a többieké amerikai).                                                                                                 |
| Gune                | John Leguizamo         | Besenczi Árpád       | A kétéltű-szerű lény, Korso grepo-fajú navigátora, különös tudós, aki gyakran elmerül gondolataiba. |
| Stith               | Janeane Garofalo       | Ráckevei Anna        | A kenguru-szerű nőnemű lény. Korso fegyverszakértője. |
| Sam Tucker          | Ron Perlman            | Szabó Sipos Barnabás | Cale Tucker apja. Titkos megbízással el kell hagynia fiát, amikor az négyéves, hogy a Titánt irányítsa. A dredzsek megölik, amikor nem hajlandó elárulni nekik a Titán helyét.                                                                           |
| Tek                 | Tone Loc               | Gesztesi Károly      | Sam Tucker idegen fajú barátja a Földön. Ő neveli fel Cale-t. |
| Szakács             | Jim Breuer             | Józsa Imre           | A csótány-szerű lény a bontóállomáson, ahol Cale kezdetben dolgozik. |
| Fiatal Cale Tucker  | Alex D. Linz           | Kováts Dániel        | Cale Tucker fiatalkori énje. |
| Chowquin            | Jim Cummings           | Végh Ferenc          | Cale főnöke a Tau 14 bontóállomáson. |
| Po                  | Ken Hudson Campbell    | Varga Tamás          | Firrikash haverja, akivel együtt támadják meg Cale-t. |
| Firrikash           | Charles Rocket         | Melis Gábor          | Nagydarab idegen lény a Tau 14 bontóállomáson, aki nem szereti Cale-t és általában az embereket. Verekedést provokál Cale-lel, amiben Po nevű (másik fajú) haverja segít. Szorult helyzetéből Cale-t Korso kapitány menti ki, aki megkötözi a támadókat. |
| Őr                  | Charles Rocket         | Bácskai János        | Az ökör-szerű ajtónálló őr a rabszolga kereskedőknél. |
| Űrlény              | Eric Schniewind        | Vizy György          | A ló-szerű lény a rabszolgák közt. |
| Idős nő             | Tsai Chin              | Bokor Ildikó         | |
| Sodródó lány        | Crystal Scales         | Simonyi Piroska      | |
| Hadnagy             | David L. Lander        | ?                    | |

## Megjelenése
A mozikban 2000. június 16-án kezdték játszani, DVD-n 2001. március 6-án jelent meg.

## Betétdalok
- Over My Head
  - Író: Jeremy Popoff
  - Előadó: Lit
  - Producer: Glen Ballard & Lit
- Not Quite Paradise
  - Író: Glen Ballard & Cheyenne Goff
  - Előadó: Bliss
  - Producer: Glen Ballard
- The End Is Over
  - Író: Spider One Dorian Heartsong, Michael Tempesta, Allan Pahanish & Adam Jeremy Williams
  - Előadó: Powerman 5000
  - Producer: Sylvia Massy & Urlich Wild
- It's My Turn to Fly
  - Író: Steve Ewing, Karl Grable, Jerry Jost, Clif Magness & John Pessoni
  - Előadó: The Urge
  - Producer: Clif Magness
- Cosmic Castaway
  - Író: Nigel Nisbet
  - Előadó: Electrasy
  - Producer: Nigel Nisbet & Glen Ballard
- Karma Slave
  - Író: Glen Ballard, Adam Buhler, Kasson Crooker & Melissa R. Kaplan (as Melissa Kaplan)
  - Előadó: Splashdown
  - Producer: Bryan Carrigan & Splashdown
- Like Lovers (Holding on)
  - Író: Glen Ballard, John McElhone & Sharleen Spiteri
  - Előadó: Texas
  - Producer: Glen Ballard & John McElhone
- Everything Under The Stars
  - Író, producer és Előadó: Fun Lovin' Criminals
- Everybody's Going To The Moon
  - Író: Jay Kay and Toby Smith
  - Előadó: Jamiroquai
  - Producer: Jay Kay & The Pope
- Renegade Survivor
  - Író: Wailing Souls (Winston 'Pipe' Matthews & Lloyd McDonald)
  - Előadó: Wailing Souls
  - Producer: Wailing Souls & Fabian Cooke
- Down To Earth
  - Író: Jill Cunniff
  - Előadó: Luscious Jackson
  - Producer: DJ Wally & Jill Cunniff

## Fogadtatás
A film vegyes kritikákat kapott. A filmkritikusok véleményét összegző Rotten Tomatoes 51%-ra értékelte 98 vélemény alapján.
Roger Ebert ismert filmkritikus 3,5 csillagot adott rá a lehetséges 4-ből. Dicsérte a lelkesítő történetet és a világűr buja képi ábrázolását. A jégkristályos jelenetről azt írta: „kitűnő példa arra, amit animáció meg tud csinálni, egy élőszereplős film pedig nem.”
A film anyagilag bukás volt. A bukás okaként a nem elégséges marketinget és a nem elég jól meghatározott célközönséget jelölték meg. A poszt-apokaliptikus jövőben gyerekesen viselkedő karakterek élnek. A tesztvetítések és trailerek megnézése után a nézők nem tudták eldönteni, hogy a film inkább sci-fi rajongóknak való-e vagy gyerekeknek.

## Díjak, jelölések
Jelölés
- Annie Award – „legjobb animációs film” (a Toy Story – Játékháború 2. kapta meg)

## A film készítése
A hangok utómunkálatait a Skywalker Sound végezte (Marin County, Kalifornia).

## Érdekesség
A bontóüzemben és a kolóniában is mesterséges gravitációt használnak, amit egy asztal méretű generátor állít elő. A bontóüzemben, amikor áramszünet van, a generátor működése leáll és minden a levegőbe emelkedik.

## Fordítás
Ez a szócikk részben vagy egészben  a   Titan A.E. című angol Wikipédia-szócikk fordításán alapul.  Az eredeti cikk szerkesztőit annak laptörténete sorolja fel. Ez a jelzés csupán a megfogalmazás eredetét és a szerzői jogokat jelzi, nem szolgál a cikkben szereplő információk forrásmegjelöléseként.

## Televíziós megjelenések
- HBO, FEM3, PRO4 / Mozi+
- RTL Klub